# Woodlawn (Illinois)
Woodlawn es una villa ubicada en el condado de Jefferson en el estado estadounidense de Illinois. En el Censo de 2010 tenía una población de 698 habitantes y una densidad poblacional de 312,64 personas por km².

## Geografía
Woodlawn se encuentra ubicada en las coordenadas 38°19′40″N 89°2′5″O / 38.32778, -89.03472. Según la Oficina del Censo de los Estados Unidos, Woodlawn tiene una superficie total de 2.23 km², de la cual 2.23 km² corresponden a tierra firme y (0%) 0 km² es agua.

## Demografía
Según el censo de 2010, había 698 personas residiendo en Woodlawn. La densidad de población era de 312,64 hab./km². De los 698 habitantes, Woodlawn estaba compuesto por el 98.28% blancos, el 0.29% eran afroamericanos, el 0% eran amerindios, el 0.14% eran asiáticos, el 0% eran isleños del Pacífico, el 0.43% eran de otras razas y el 0.86% pertenecían a dos o más razas. Del total de la población el 0.86% eran hispanos o latinos de cualquier raza.